# Iridopsis alternata
Iridopsis alternata är en fjärilsart som beskrevs av W. Warren 1904. Iridopsis alternata ingår i släktet Iridopsis och familjen mätare. Inga underarter finns listade i Catalogue of Life.